# ديفيد باركلي
ديفيد باركلي (بالإنجليزية: David Barclay)‏ هو صحفي ومحامي وسياسي أمريكي، ولد في 1823 في الولايات المتحدة، وتوفي في 10 سبتمبر 1889. حزبياً، نشط في الحزب الديمقراطي. وقد انتخب عضو مجلس النواب الأمريكي.